# Cadre-47/2-Europameisterschaft der Junioren 1992/93
Die Cadre-47/2-Europameisterschaft der Junioren 1993 war das 17. Turnier in dieser Disziplin des Karambolagebillards und fand vom 23. bis zum 25. April 1993 in Tilburg statt. Die Meisterschaft zählte zur Saison 1992/93.

Logo CEB (ausrichtender Verband)

## Geschichte
Bei seiner ersten Teilnahme gewann der Belgier Franky Spitaels gleich den Titel vor dem Schweizer Xavier Gretillat, der alle Turnierbestleistungen erzielte. Im Finale musste die Verlängerung entscheiden. Hier gewann Spitaels mit 20:0. Guter Dritter wurde Thomas Nockemann.

## Modus
Gespielt wurde eine Vorrunde im Round-Robin-Modus, danach eine Knock-out-Runde  bis 200 Punkte oder 20 Aufnahmen.
Platzierung in den Tabellen bei Punktgleichheit:
1. MP = Matchpunkte
2. GD = Generaldurchschnitt
3. HS = Höchstserie

## Vorrunde
| Abschlusstabelle Gruppe A | Abschlusstabelle Gruppe A | Abschlusstabelle Gruppe A | Abschlusstabelle Gruppe A | Abschlusstabelle Gruppe A | Abschlusstabelle Gruppe A | Abschlusstabelle Gruppe A | Abschlusstabelle Gruppe A | Abschlusstabelle Gruppe A |
| Platz                     | Name                      | MP                        | Pkte                      | Aufn.                     | GD                        | BED                       | HS                        |                           |
| ------------------------- | ------------------------- | ------------------------- | ------------------------- | ------------------------- | ------------------------- | ------------------------- | ------------------------- | ------------------------- |
| 1                         | Emanuel Mathon-Beruet     | 6:0                       | 600                       | 21                        | 28,57                     | 28,57                     | 109                       |                           |
| 2                         | Pierre-Alain Rech         | 4:2                       | 477                       | 40                        | 11,92                     | 15,38                     | 77                        |                           |
| 3                         | Michael Mikkelsen         | 2:4                       | 281                       | 40                        | 7,02                      | 6,25                      | 48                        |                           |
| 4                         | Josef Cervenka            | 0:6                       | 239                       | 47                        | 5,08                      | -                         | 26                        |                           |

| Abschlusstabelle Gruppe B | Abschlusstabelle Gruppe B | Abschlusstabelle Gruppe B | Abschlusstabelle Gruppe B | Abschlusstabelle Gruppe B | Abschlusstabelle Gruppe B | Abschlusstabelle Gruppe B | Abschlusstabelle Gruppe B | Abschlusstabelle Gruppe B |
| Platz                     | Name                      | MP                        | Pkte                      | Aufn.                     | GD                        | BED                       | HS                        |                           |
| ------------------------- | ------------------------- | ------------------------- | ------------------------- | ------------------------- | ------------------------- | ------------------------- | ------------------------- | ------------------------- |
| 1                         | Thomas Nockemann          | 6:0                       | 600                       | 40                        | 15,00                     | 50,00                     | 127                       |                           |
| 2                         | Xavier Carrer             | 4:2                       | 397                       | 32                        | 12,40                     | 25,00                     | 81                        |                           |
| 3                         | Nikos Polychronopoulos    | 2:4                       | 349                       | 59                        | 5,91                      | 6,20                      | 40                        |                           |
| 4                         | Roger Dahmen              | 0:6                       | 303                       | 45                        | 6,73                      | -                         | 43                        |                           |

| Abschlusstabelle Gruppe C | Abschlusstabelle Gruppe C | Abschlusstabelle Gruppe C | Abschlusstabelle Gruppe C | Abschlusstabelle Gruppe C | Abschlusstabelle Gruppe C | Abschlusstabelle Gruppe C | Abschlusstabelle Gruppe C | Abschlusstabelle Gruppe C |
| Platz                     | Name                      | MP                        | Pkte                      | Aufn.                     | GD                        | BED                       | HS                        |                           |
| ------------------------- | ------------------------- | ------------------------- | ------------------------- | ------------------------- | ------------------------- | ------------------------- | ------------------------- | ------------------------- |
| 1                         | Franky Spitaels           | 6:0                       | 600                       | 34                        | 17,64                     | 20,00                     | 77                        |                           |
| 2                         | Gerd Lulay                | 4:2                       | 551                       | 38                        | 14,50                     | 15,38                     | 75                        |                           |
| 3                         | Emilio Scaccia            | 2:4                       | 555                       | 48                        | 11,56                     | 10,00                     | 42                        |                           |
| 4                         | Guy Wolff                 | 0:6                       | 328                       | 44                        | 7,45                      | -                         | 51                        |                           |

| Abschlusstabelle Gruppe D | Abschlusstabelle Gruppe D | Abschlusstabelle Gruppe D | Abschlusstabelle Gruppe D | Abschlusstabelle Gruppe D | Abschlusstabelle Gruppe D | Abschlusstabelle Gruppe D | Abschlusstabelle Gruppe D | Abschlusstabelle Gruppe D |
| Platz                     | Name                      | MP                        | Pkte                      | Aufn.                     | GD                        | BED                       | HS                        |                           |
| ------------------------- | ------------------------- | ------------------------- | ------------------------- | ------------------------- | ------------------------- | ------------------------- | ------------------------- | ------------------------- |
| 1                         | Xavier Gretillat          | 6:0                       | 600                       | 18                        | 33,33                     | 100,00                    | 157                       |                           |
| 2                         | Arnim Kahofer             | 4:2                       | 588                       | 28                        | 21,00                     | 25,00                     | 118                       |                           |
| 3                         | Jeffry van Nijnatten      | 2:4                       | 420                       | 29                        | 14,48                     | 13,33                     | 45                        |                           |
| 4                         | Marek Faus                | 0:6                       | 322                       | 25                        | 12,88                     | -                         | 42                        |                           |

## Finalrunde
|  | Viertelfinale 200/20  | Viertelfinale 200/20   |                       |                         | Halbfinale 200/20      | Halbfinale 200/20  |  |  | Finale 200/20 | Finale 200/20 |
|  |                       |                        |                       |                         |                        |                    |  |  |               |               |
|  |                       |                        |                       |                         |                        |                    |  |  |               |               |
|  | Emanuel Mathon-Beruet | 2:0/200/11/18,18/106   |                       |                         |                        |                    |  |  |               |               |
|  | Emanuel Mathon-Beruet | 2:0/200/11/18,18/106   |                       |                         |                        |                    |  |  |               |               |
|  | Arnim Kahofer         | 0:2/146/11/13,27/77    |                       |                         |                        |                    |  |  |               |               |
|  | Arnim Kahofer         | 0:2/146/11/13,27/77    | Emanuel Mathon-Beruet | 0:2/178/11/16,18/60     |                        |                    |  |  |               |               |
|  |                       |                        | Emanuel Mathon-Beruet | 0:2/178/11/16,18/60     |                        |                    |  |  |               |               |
|  |                       | Franky Spitaels        | 2:0/200/11/18,18/92   |                         |                        |                    |  |  |               |               |
|  | Franky Spitaels       | Franky Spitaels        | 2:0/200/11/18,18/92   | 2:0/200(20)/11/18,18/75 |                        |                    |  |  |               |               |
|  | Franky Spitaels       |                        |                       | 2:0/200(20)/11/18,18/75 |                        |                    |  |  |               |               |
|  | Xavier Carrer         | 0:2/200(0)/11/18,18/83 |                       |                         |                        |                    |  |  |               |               |
|  |                       |                        | Franky Spitaels       | 2:0/200(20)/11/18,18/79 |                        |                    |  |  |               |               |
|  |                       |                        |                       | Xavier Gretillat        | 0:2/200(0)/11/18,18/40 |                    |  |  |               |               |
|  | Thomas Nockemann      | 2:0/200/7/28,57/68     |                       |                         |                        |                    |  |  |               |               |
|  | Gerd Lulay            | 0:2/18/7/2,57/8        |                       |                         |                        |                    |  |  |               |               |
|  | Gerd Lulay            | 0:2/18/7/2,57/8        | Thomas Nockemann      | 0:2/38/3/12,66/19       |                        |                    |  |  |               |               |
|  |                       |                        | Thomas Nockemann      | 0:2/38/3/12,66/19       | Spiel um Platz 3       |                    |  |  |               |               |
|  |                       | Xavier Gretillat       | 2:0/200/3/66,66/150   |                         |                        |                    |  |  |               |               |
|  | Xavier Gretillat      | Xavier Gretillat       | 2:0/200/3/66,66/150   | 2:0/200/10/20,00/64     | Emanuel Mathon-Beruet  | 0:2/129/7/18,42/99 |  |  |               |               |
|  | Xavier Gretillat      |                        |                       | 2:0/200/10/20,00/64     | Emanuel Mathon-Beruet  | 0:2/129/7/18,42/99 |  |  |               |               |
|  | Pierre-Alain Rech     | 0:2/175/10/17,50/57    |                       | Thomas Nockemann        | 2:0/200/7/28,57/105    |                    |  |  |               |               |
|  | Pierre-Alain Rech     | 0:2/175/10/17,50/57    |                       |                         | 2:0/200/7/28,57/105    |                    |  |  |               |               |
|  |                       |                        |                       |                         |                        |                    |  |  |               |               |

## Endergebnis
| MP    | Match Points (Sieger = 2; Unentschieden = 1; Verlierer = 0) |
| Pkte. | Erzielte Karambolagen                                       |
| Aufn. | Benötigte Versuche                                          |
| GD    | Generaldurchschnitt                                         |
| BED   | Bester Einzeldurchschnitt eines Spielers                    |
| HS    | Höchstserie                                                 |
|       | Bester GD des Turniers                                      |
|       | Bester ED des Turniers                                      |
|       | Beste HS des Turniers                                       |
|       | 1. Platz (Gold)                                             |
|       | 2. Platz (Silber)                                           |
|       | 3. Platz (Bronze)                                           |

| Platz                      | Name                   | MP   | Pkte | Aufn. | GD    | BED    | HS  |
| -------------------------- | ---------------------- | ---- | ---- | ----- | ----- | ------ | --- |
| 1                          | Franky Spitaels        | 12:0 | 1200 | 67    | 17,91 | 20,00  | 92  |
| 2                          | Xavier Gretillat       | 10:2 | 1200 | 42    | 28,57 | 100,00 | 157 |
| 3                          | Thomas Nockemann       | 10:2 | 1038 | 57    | 18,21 | 50,00  | 127 |
| 4                          | Emanuel Mathon-Beruet  | 8:4  | 1107 | 50    | 22,14 | 28,57  | 109 |
| 5                          | Arnim Kahofer          | 4:4  | 734  | 39    | 18,82 | 25,00  | 118 |
| 6                          | Xavier Carrer          | 4:4  | 597  | 43    | 13,88 | 25,00  | 83  |
| 7                          | Pierre-Alain Rech      | 4:4  | 652  | 50    | 13,04 | 15,38  | 77  |
| 8                          | Gerd Lulay             | 4:4  | 569  | 45    | 12,64 | 15,38  | 75  |
| 9                          | Jeffry van Nijnatten   | 2:4  | 420  | 29    | 14,48 | 13,33  | 45  |
| 10                         | Emilio Scaccia         | 2:4  | 555  | 48    | 11,56 | 10,00  | 42  |
| 11                         | Michael Mikkelsen      | 2:4  | 281  | 40    | 7,02  | 6,25   | 48  |
| 12                         | Nikos Polychronopoulos | 2:4  | 349  | 59    | 5,91  | 6,20   | 40  |
| 13                         | Marek Faus             | 0:6  | 322  | 25    | 12,88 | -      | 42  |
| 14                         | Guy Wolff              | 0:6  | 328  | 44    | 7,45  | -      | 51  |
| 15                         | Roger Dahmen           | 0:6  | 303  | 45    | 6,73  | -      | 43  |
| 16                         | Josef Cervenka         | 0:6  | 239  | 47    | 5,08  | -      | 26  |
| Turnierdurchschnitt: 13,55 |                        |      |      |       |       |        |     |